# Board of Longitude
Ne doit pas être confondu avec Bureau des longitudes.
Le Board of Longitude (en anglais), ou Bureau des longitudes, a été créé en 1714 par le Parlement britannique. La tâche du comité d'experts a été l'attribution de contrats de recherche et de prêts à des travaux pour résoudre le problème de la détermination de la longitude en mer. Il ne doit pas être confondu avec le Bureau des longitudes français, fondé en 1795.

## Prix

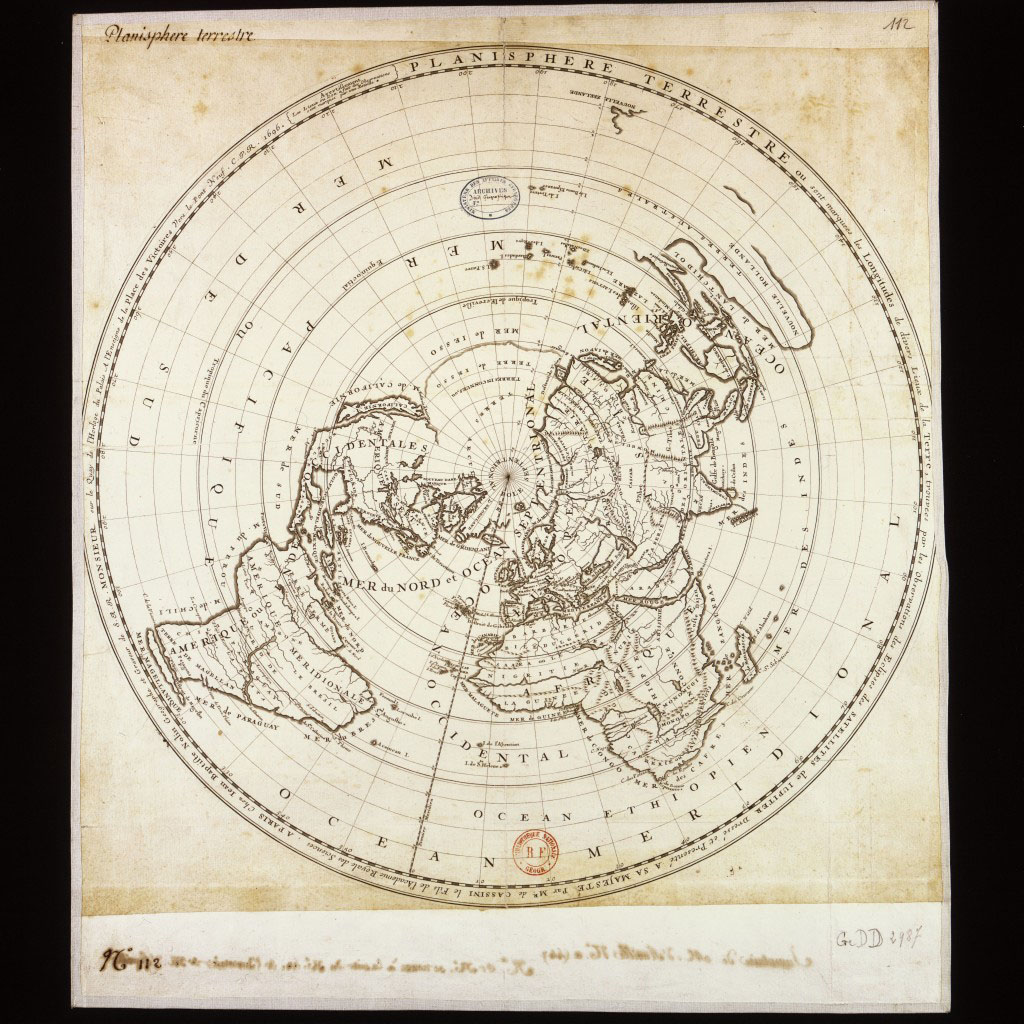
Mappemonde de Jacques Cassini (1677-1756) indiquant les longitudes. Réalisée à l'aide relevés astronomiques, ce type de carte était en 1714, l'une plus précises de son temps.

Pour une solution viable au problème de la détermination de la longitude, une récompense allant jusqu'à 20 000 £ était promise, son montant étant fonction de la précision de la méthode proposée.
Les prix étaient les suivants:
- 10 000 £ pour une méthode qui pourrait déterminer la longitude avec une erreur inférieure à 60 milles (111 km) ⇒ 1° ;
- 15 000 £ pour une méthode qui pourrait déterminer la longitude avec une erreur inférieure à 40 milles (74 km) ;
- 20 000 £ pour une méthode qui pourrait déterminer la longitude avec une erreur inférieure à 30 milles (56 km) ⇒ 0,5°.

En outre, le Conseil avait le pouvoir de décerner des prix à des gens qui faisaient une contribution significative à la réalisation de l'objectif ou le soutien financier à ceux qui travaillaient à une solution. En outre, le Conseil pouvait faire des avances allant jusqu'à 2 000 £ pour un travail expérimental jugé prometteur.
Dans cet objectif, le Conseil a donné beaucoup de petits prix, dont quelques récompenses pour un total  de 5 000 £ à John Harrison avant qu'il reçoive son grand prix, un prix de 3 000 £ à la veuve de Tobias Mayer pour les tables lunaires qui étaient la base de données lunaires dans les premières décennies des tables de Mendoza et The Nautical Almanac, 300 £ à Leonhard Euler pour sa contribution aux travaux de Mayer, 50 £ chacun à Richard Dunthorne et Israel Lyons pour les méthodes qui ont contribué à raccourcir les calculs relatifs aux distances lunaires en dehors des subventions aux concepteurs d'améliorations dans les chronomètres.